# Vientiane
Vientiane (izgovor /vjɛnˈtjɑːn/, laoški: ວຽງຈັນ Viang-chan IPA: [wíaŋ tɕàn]) glavni je grad države Laos. Prema podacima iz 2005. u gradu živi oko 200.000 stanovnika, dok u širem području živi oko 730.000.
Vientiane leži na lijevoj obali Mekonga, nedaleko od granice s Tajlandom. Trgovačko je, kulturno i prometno središte zemlje, sa zračnom lukom. Tu postoje ljuštionice riže, jaka je prerada kože i proizvodnja svile.
Grad je osnovan u 13. stoljeću.

## Vanjske poveznice

### Ostali projekti
|  | Zajednički poslužitelj ima još gradiva o temi Vientiane |